# Biserica de lemn din Glâmbocata Deal-Călugărița

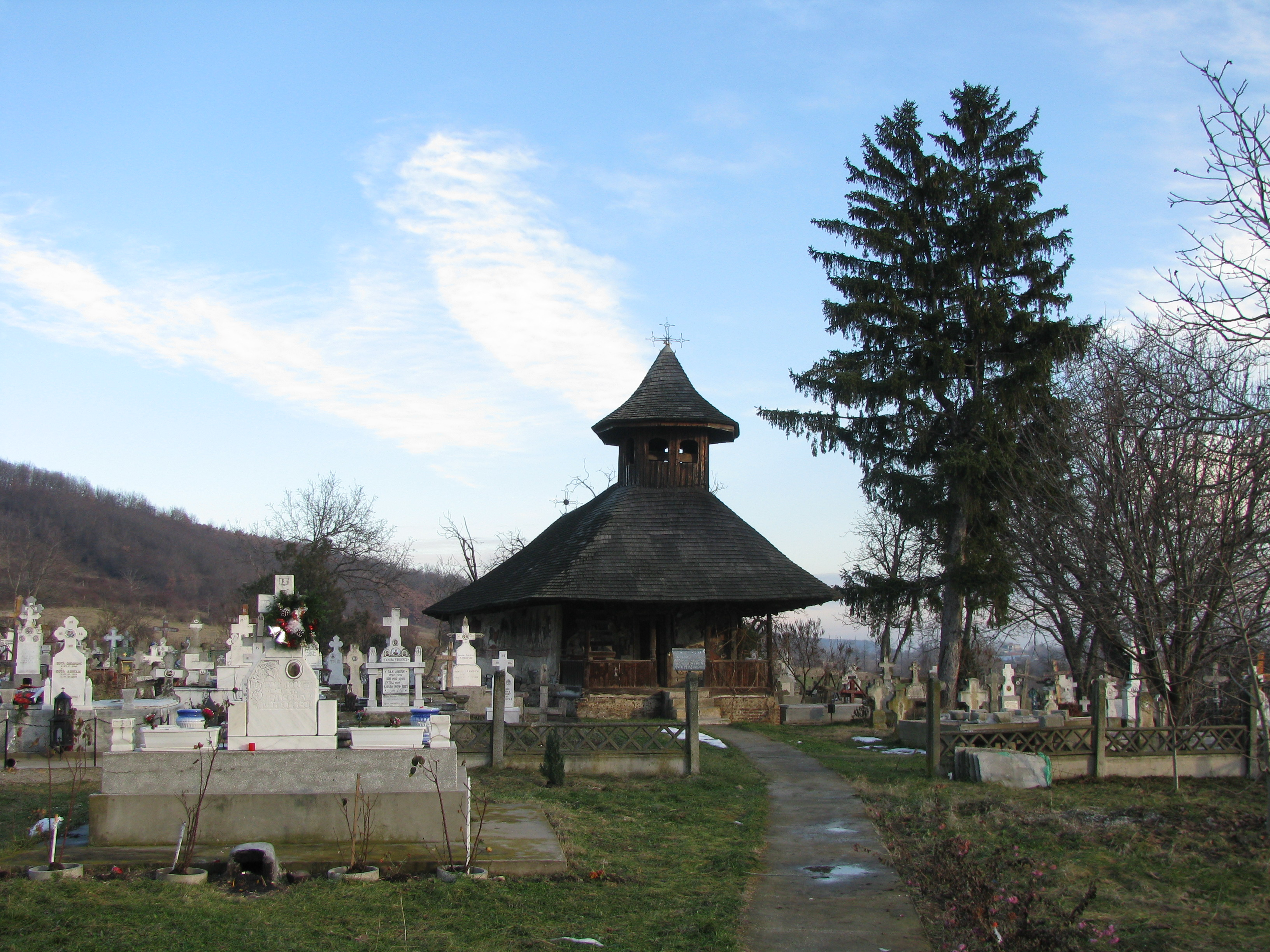
Biserica de lemn din Glâmbocata Deal, județul Argeș. Foto: decembrie 2009

Biserica de lemn din Glâmbocata Deal, comuna Leordeni, județul Argeș, poartă hramul „Nașterea Domnului" și datează din anul 1781. Biserica este înscrisă pe noua listă a monumentelor istorice, LMI 2004:  AG-II-m-A-13693. 

## Imagini din exterior

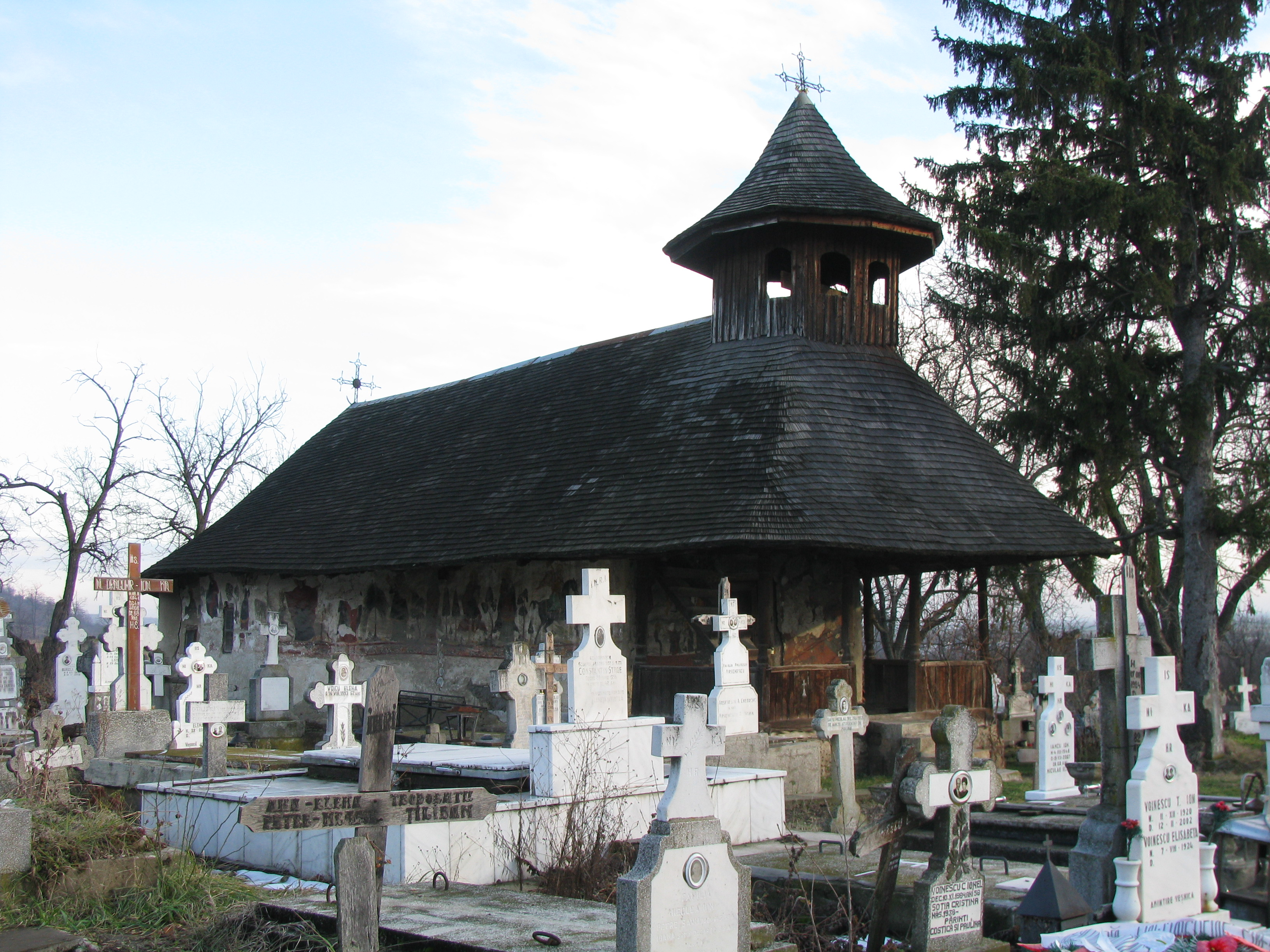
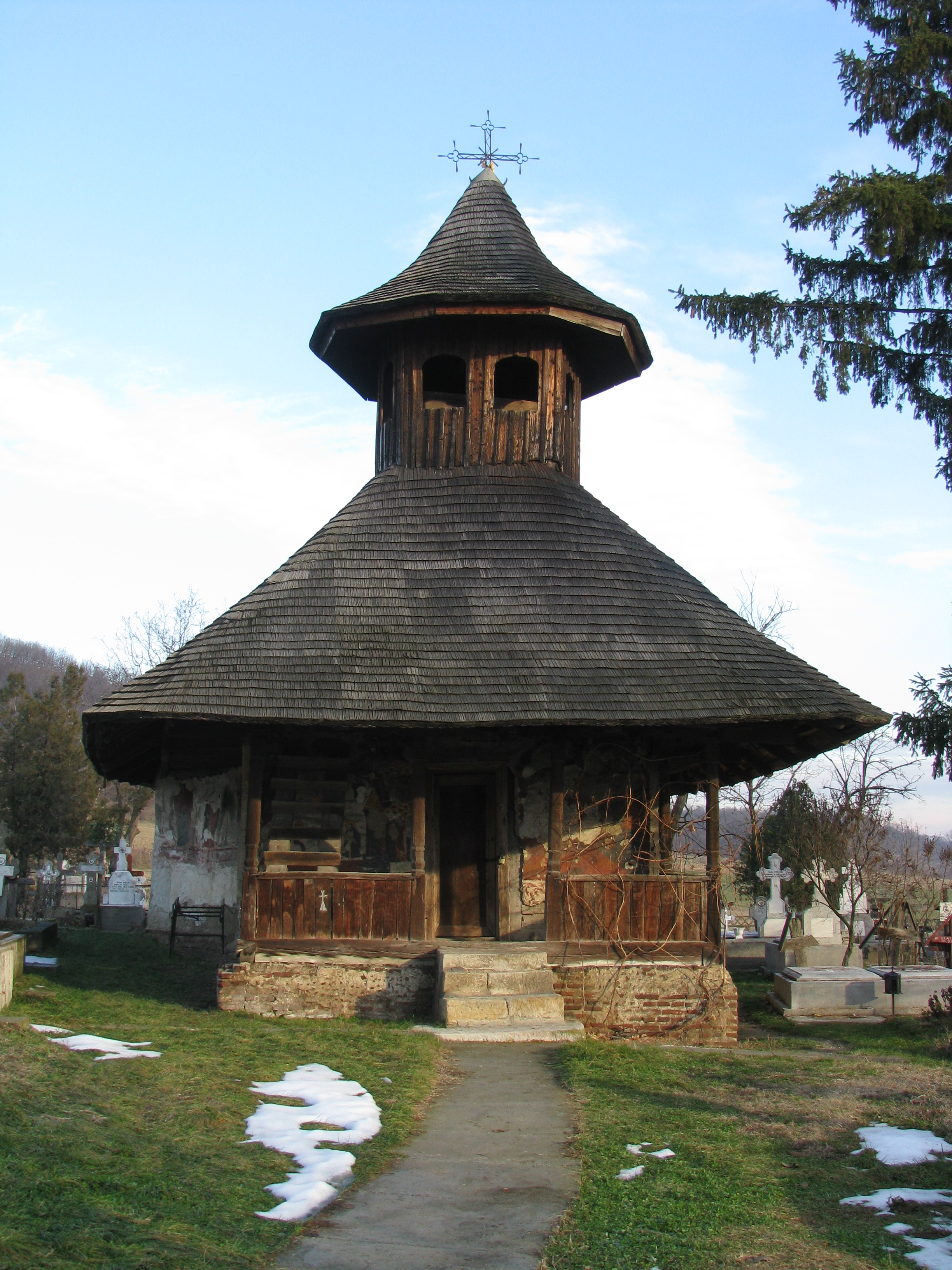
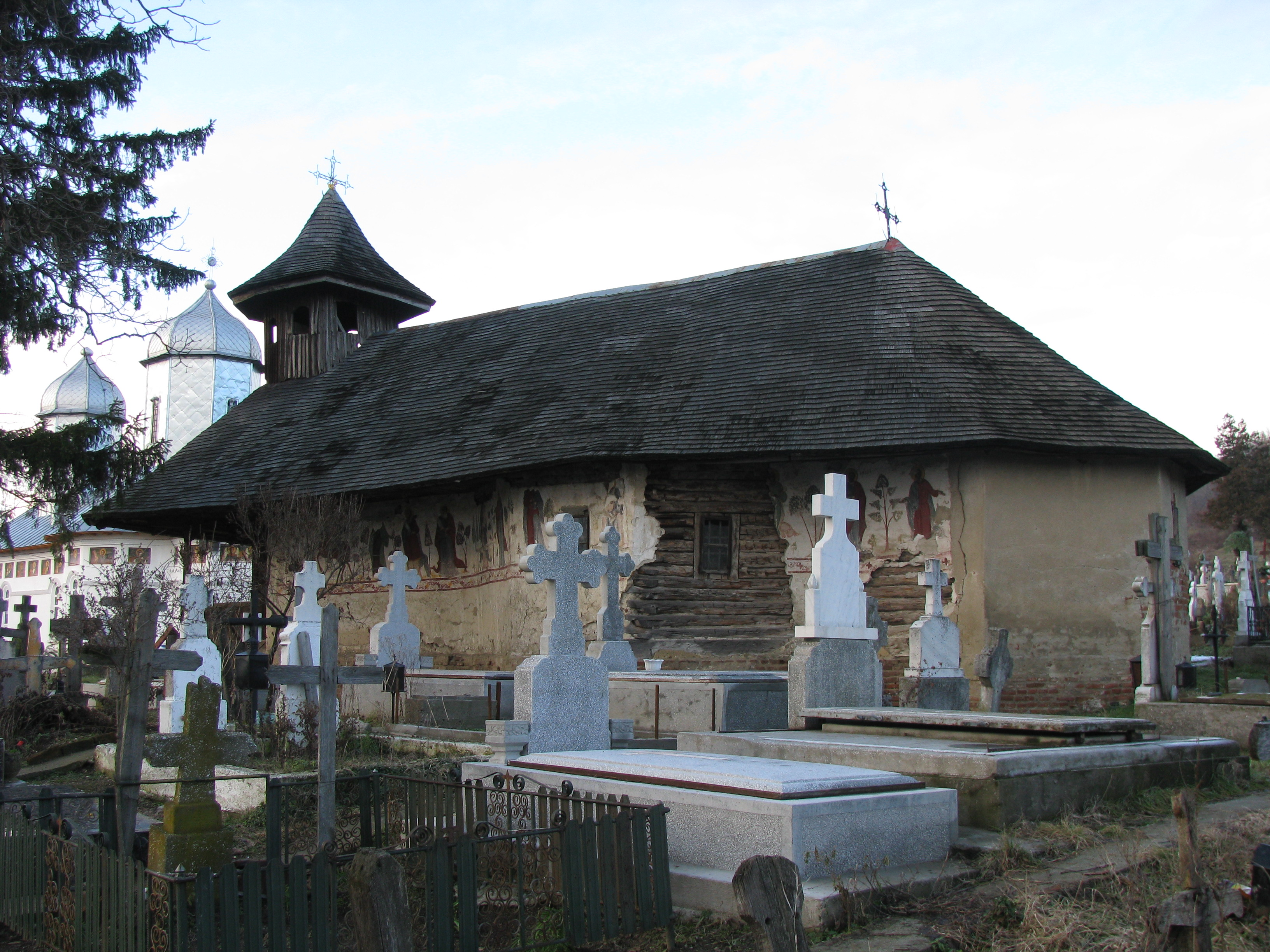
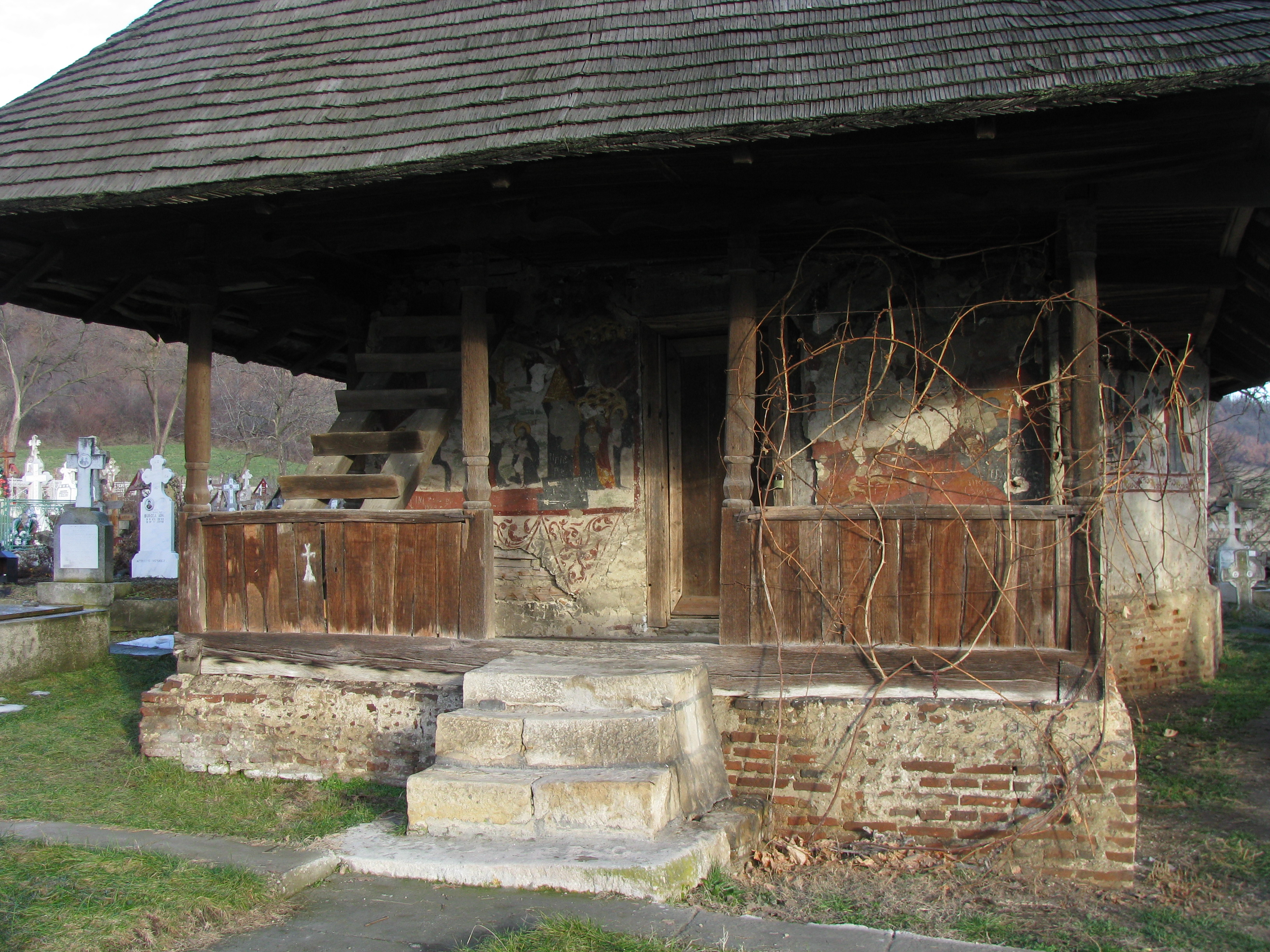
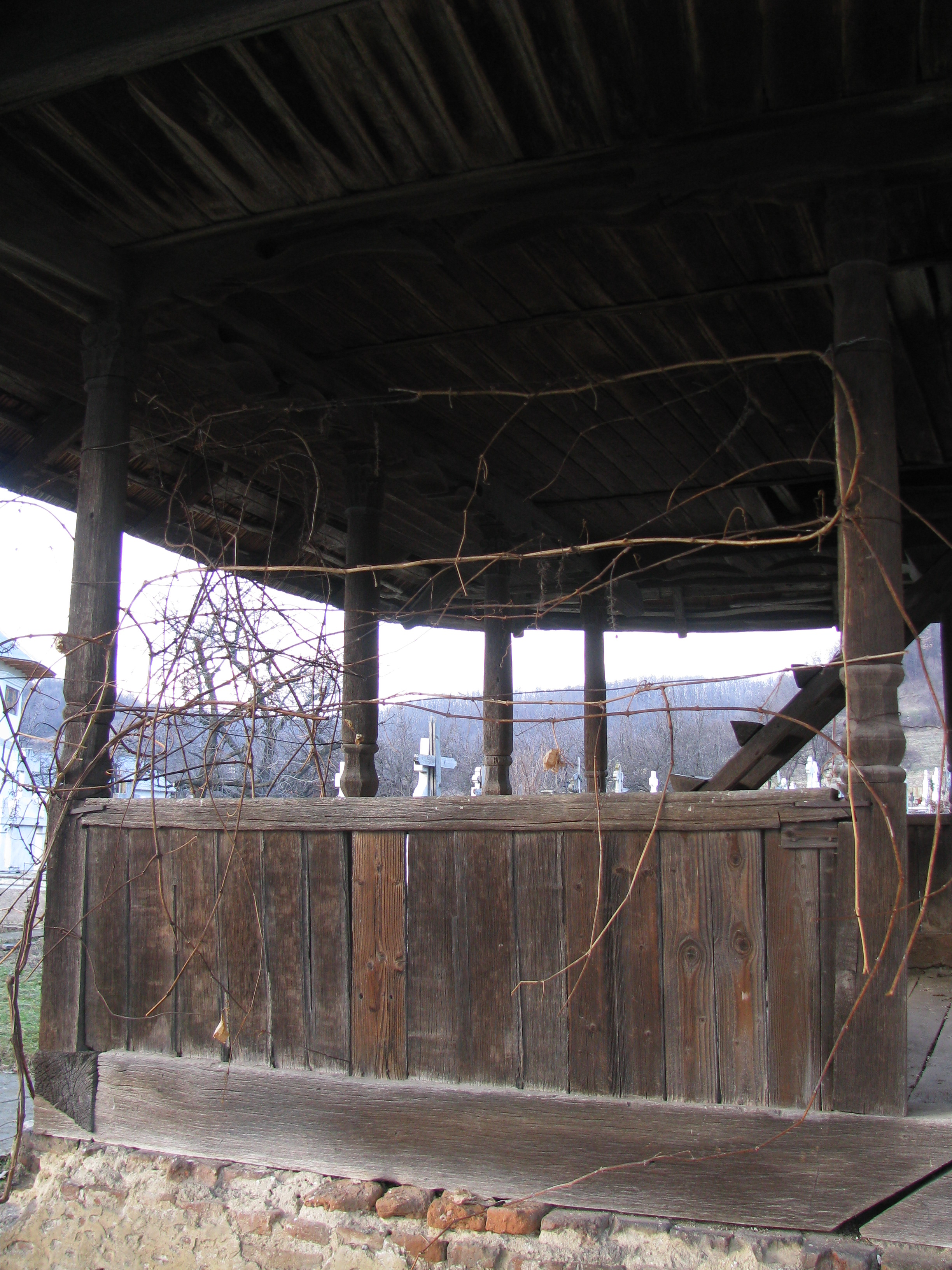
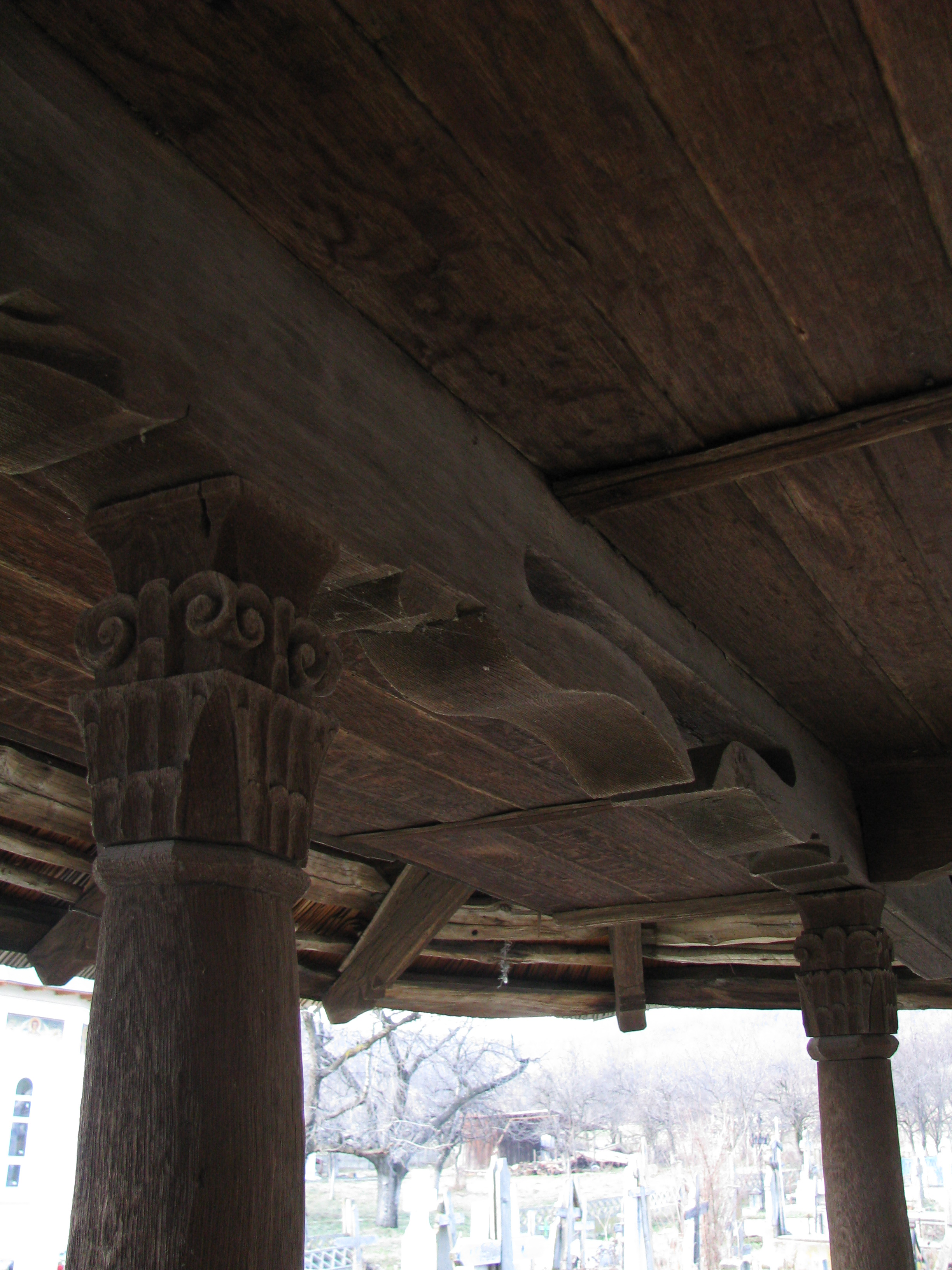
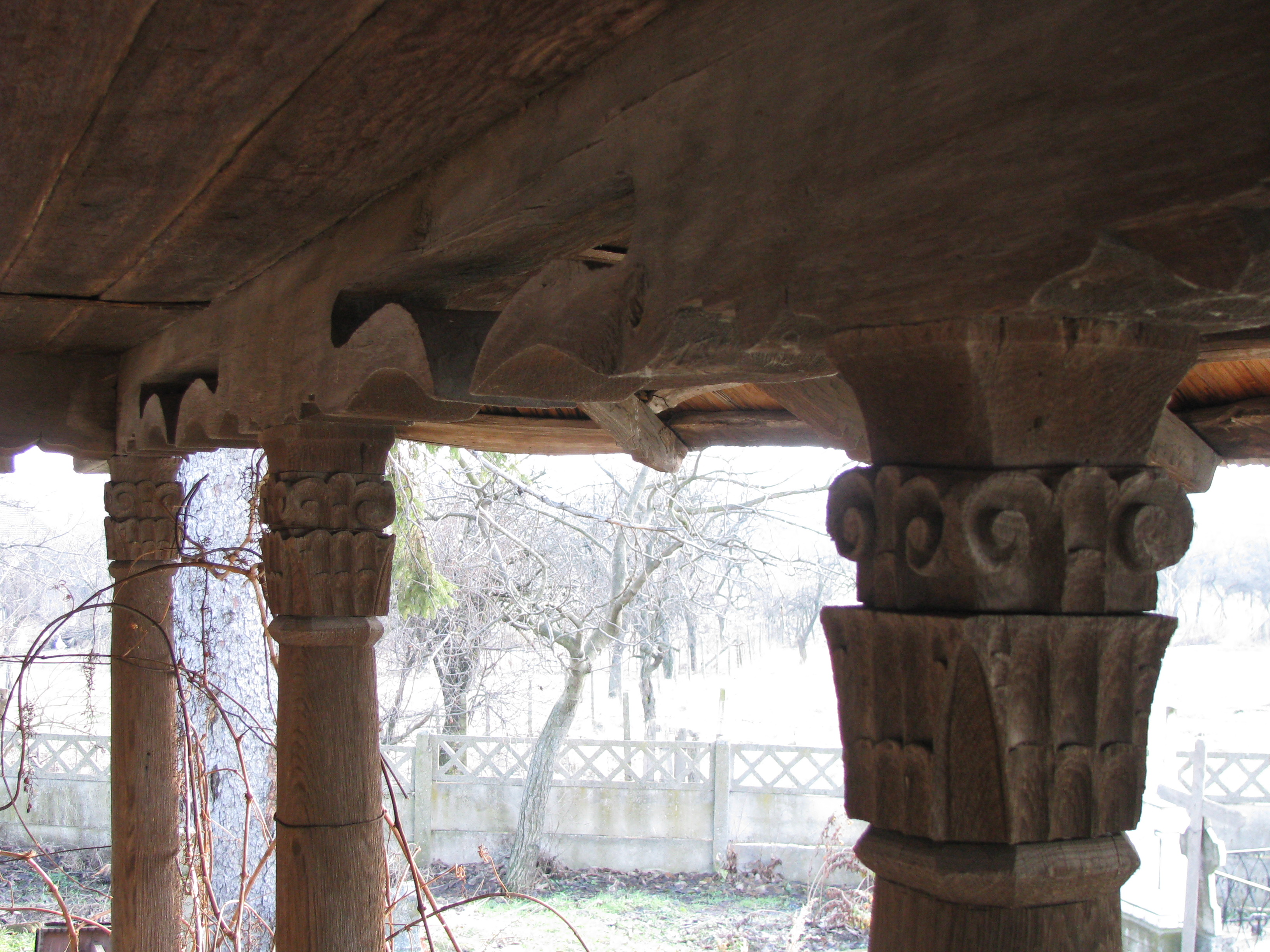
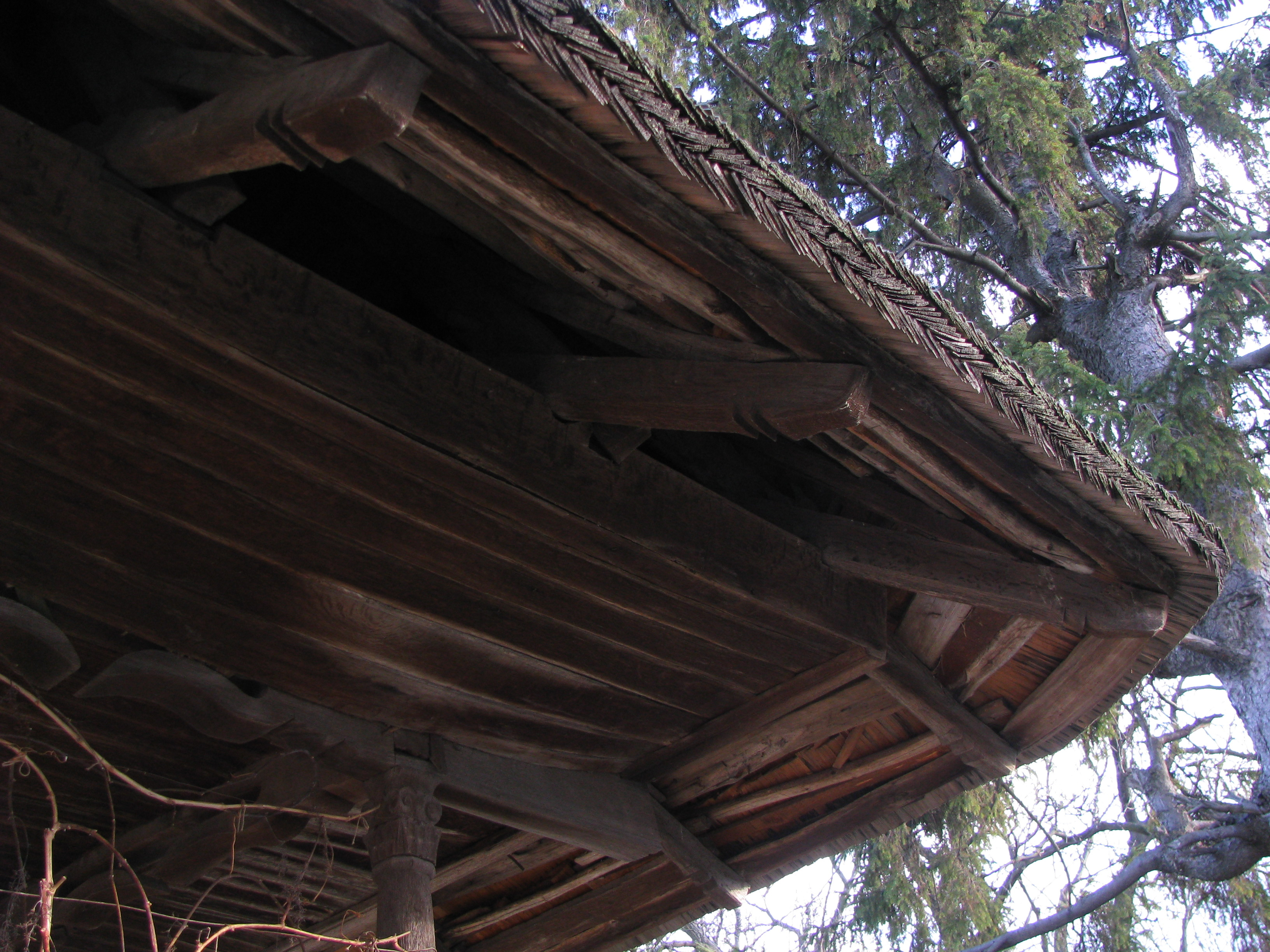
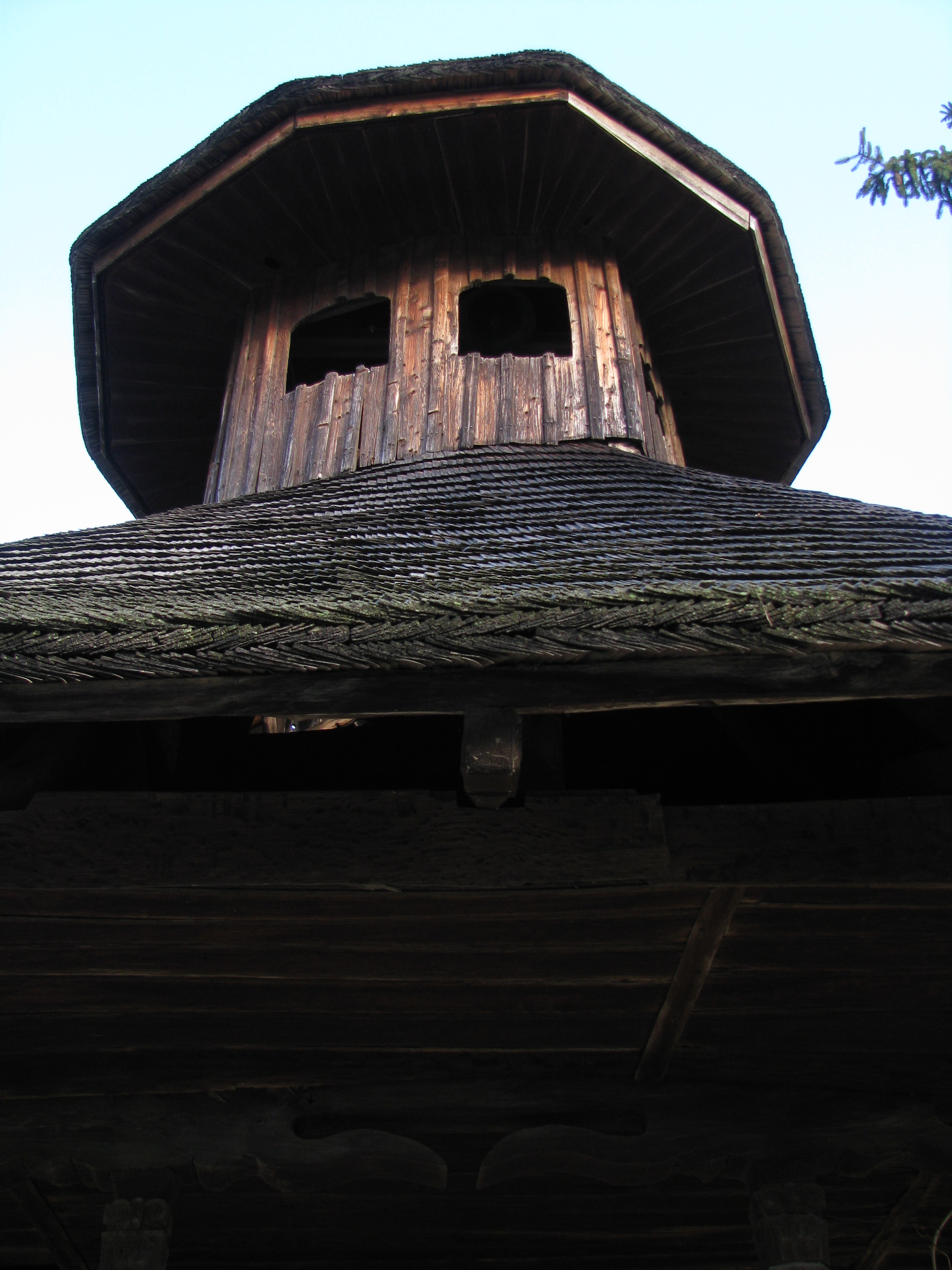
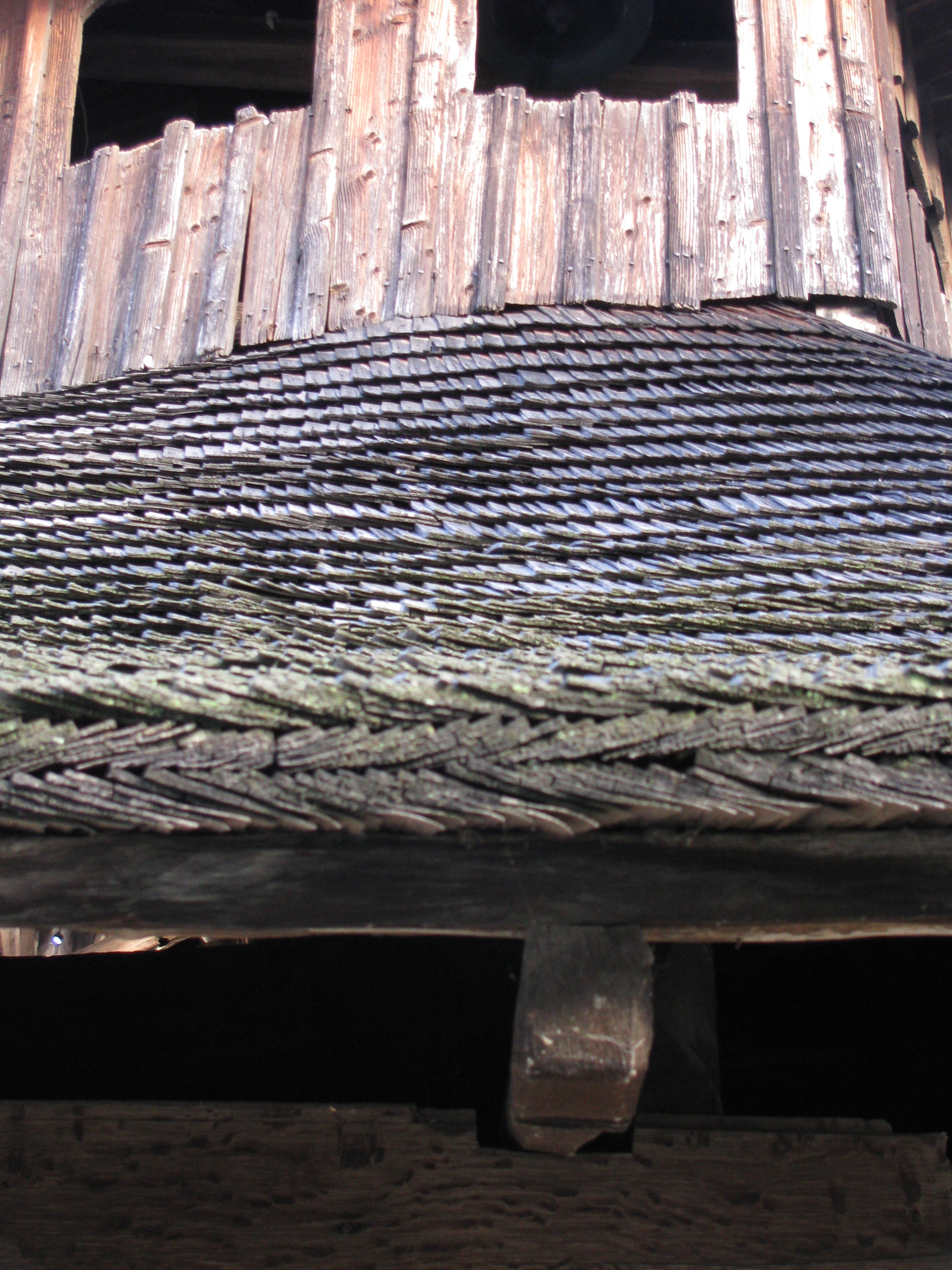
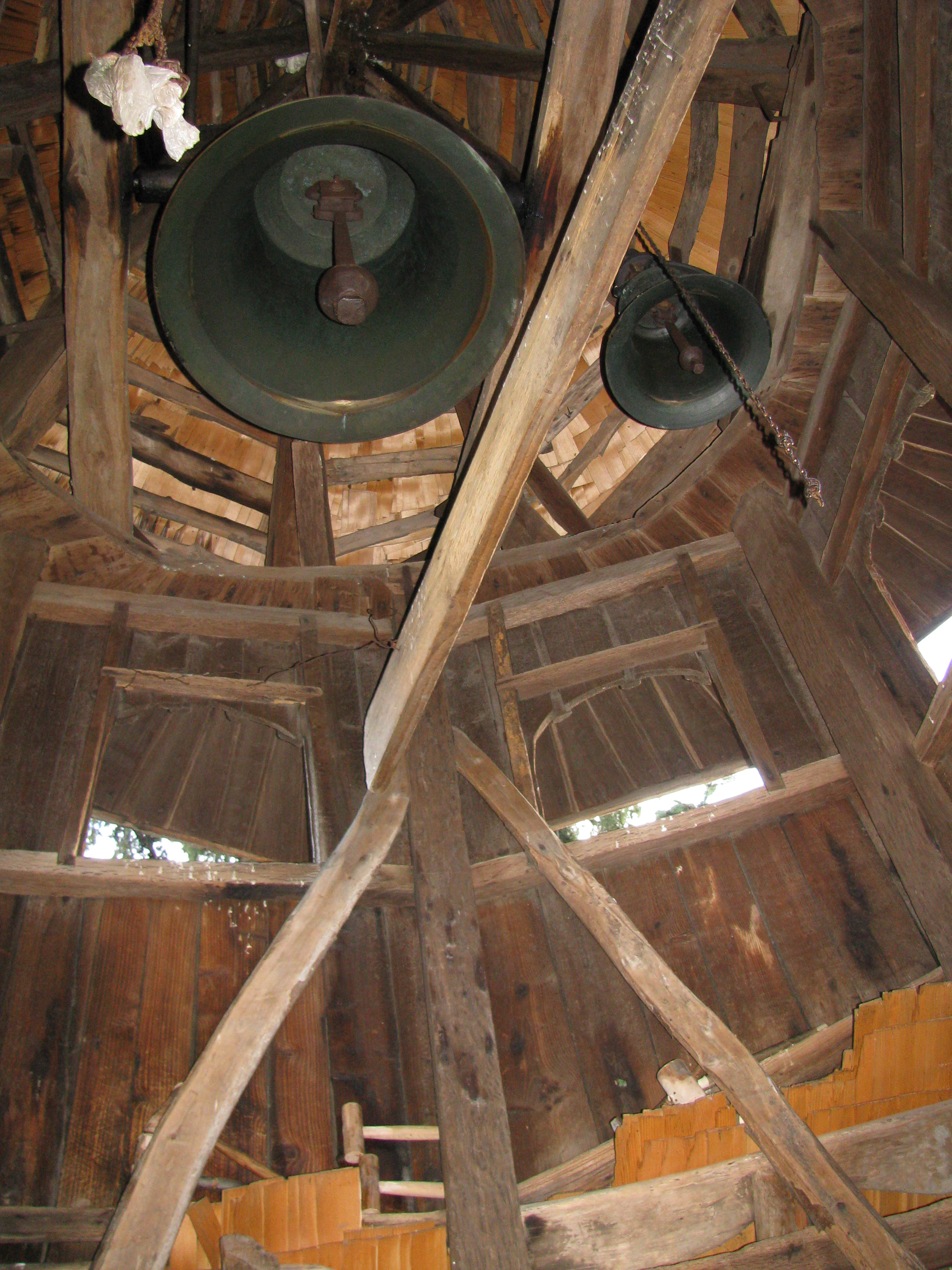
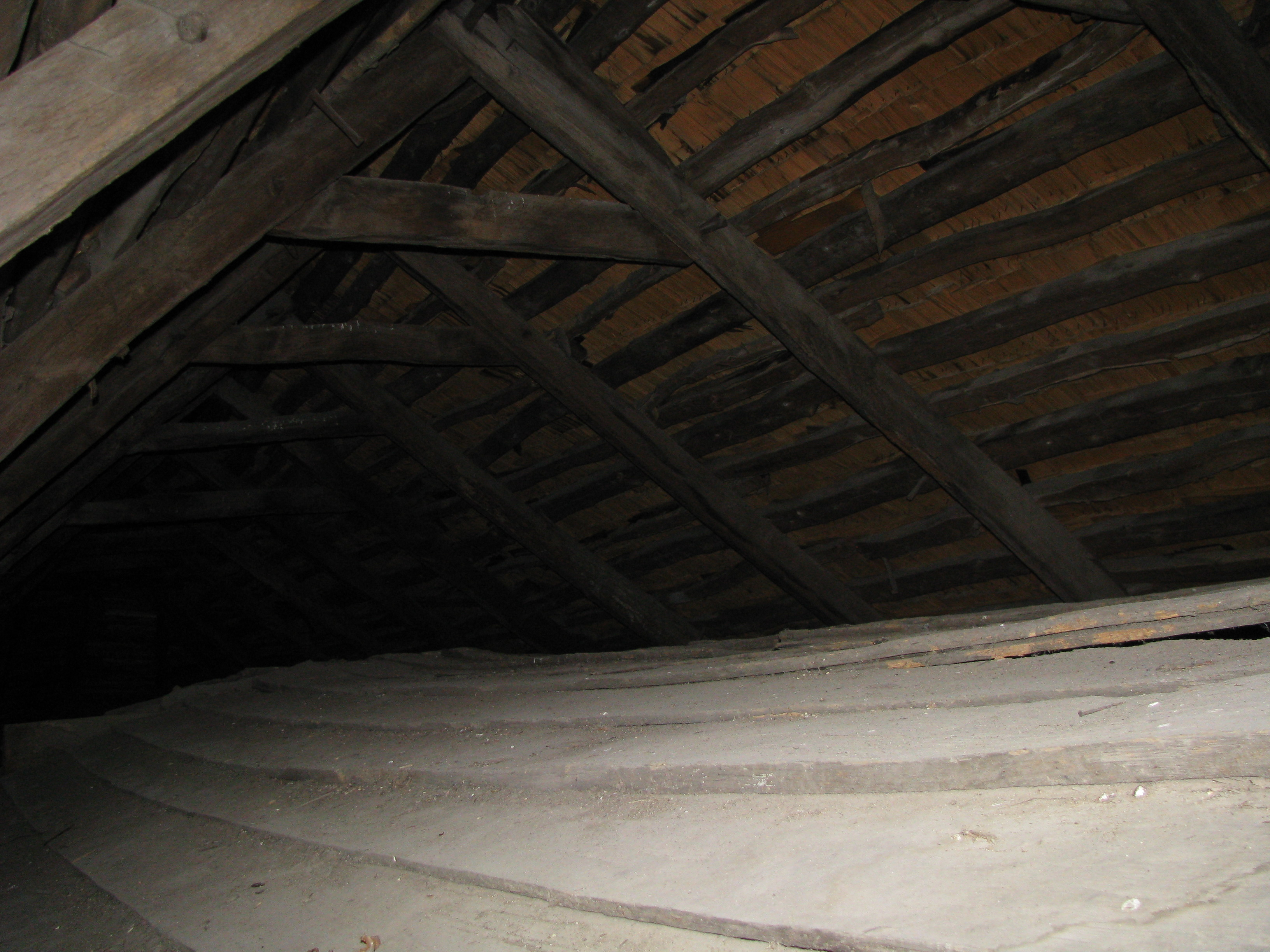
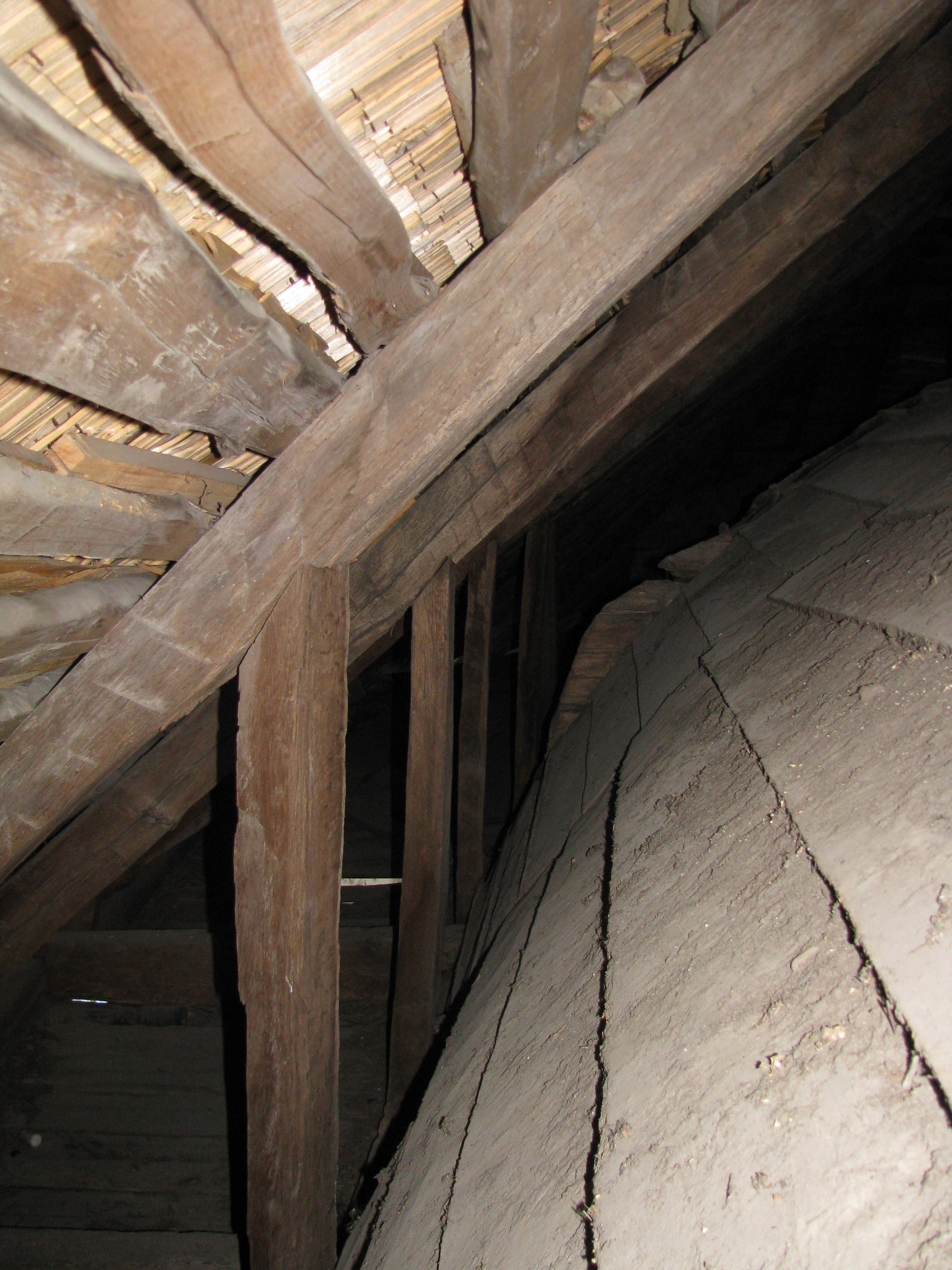
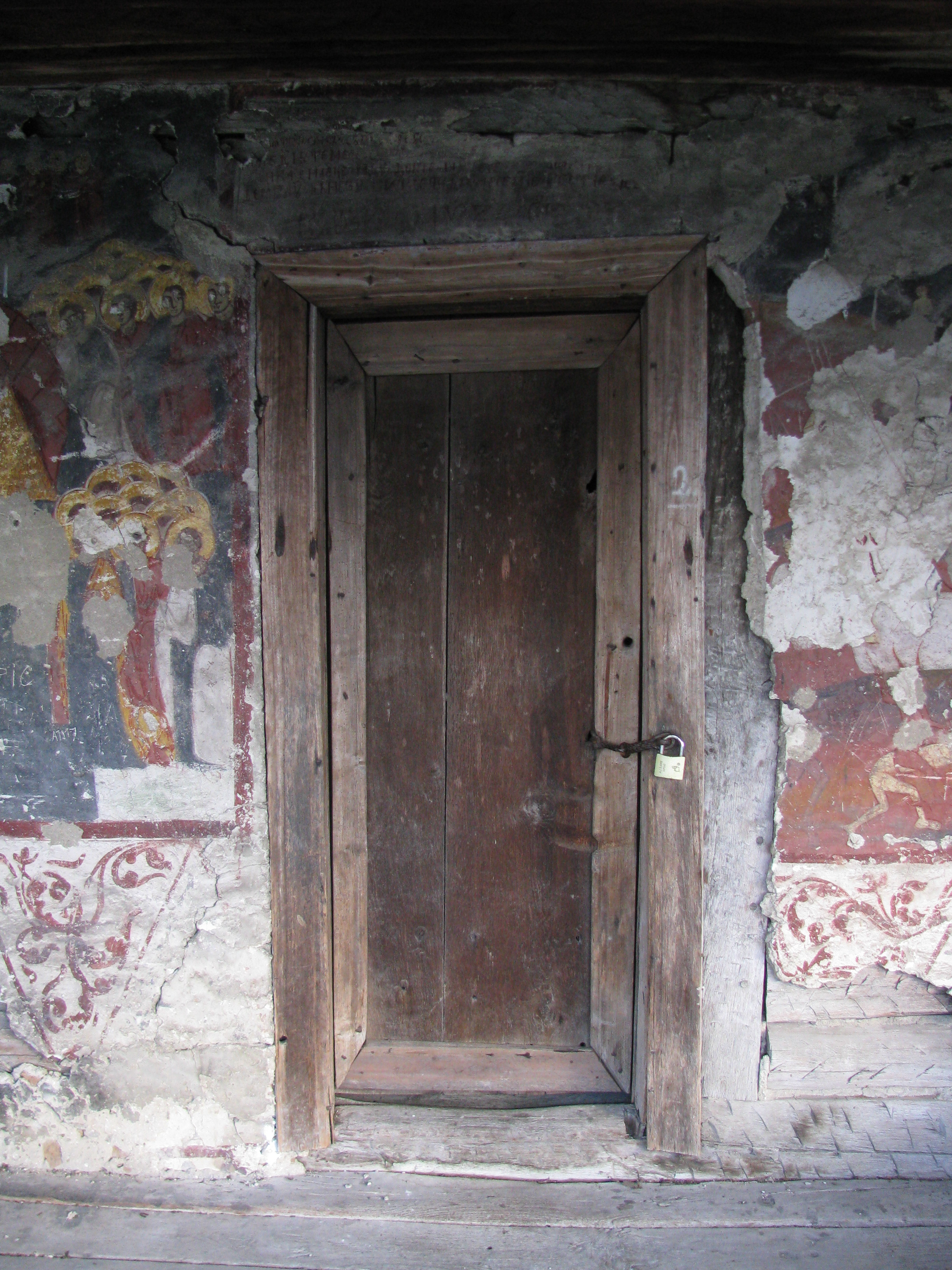
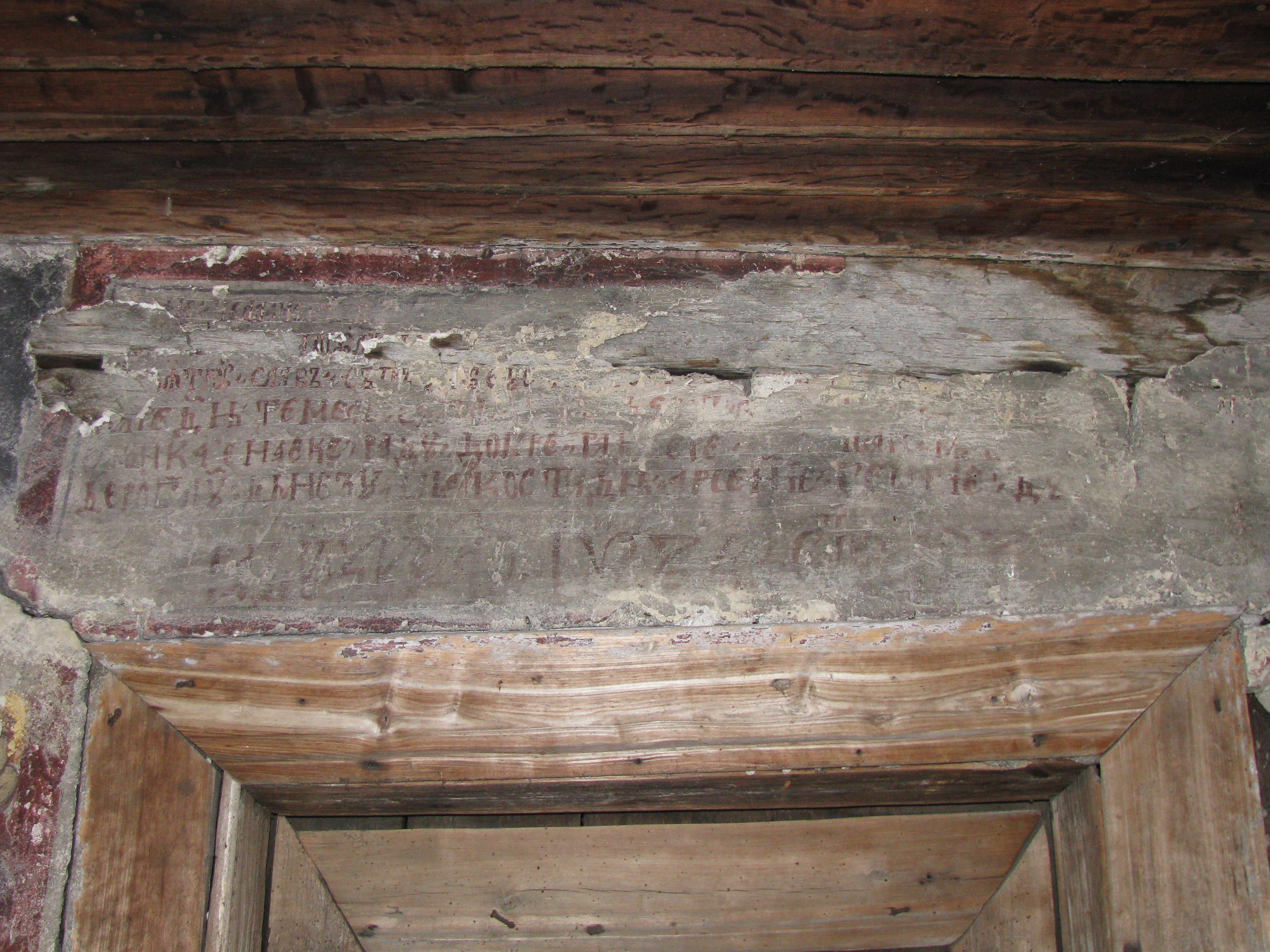
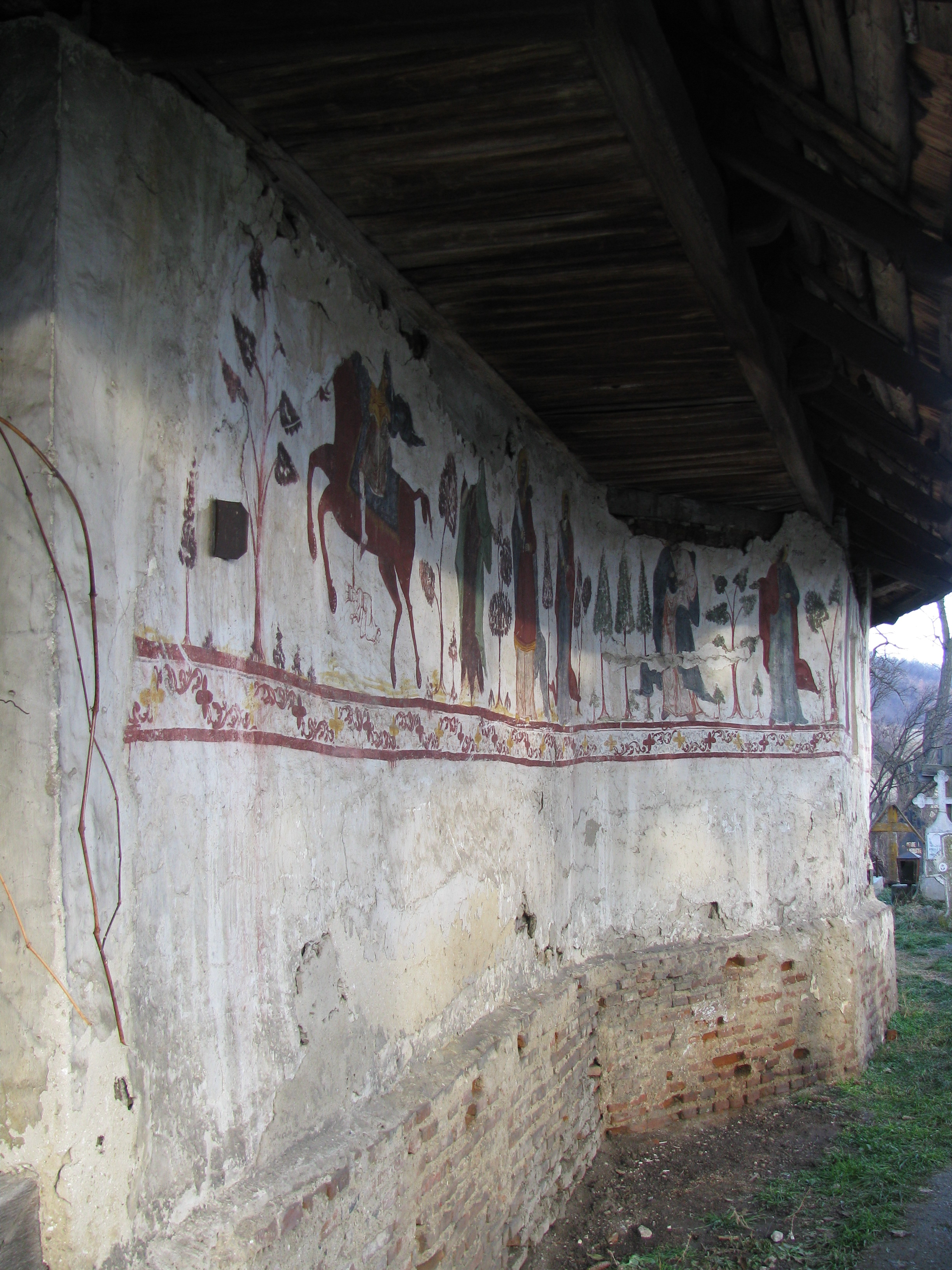
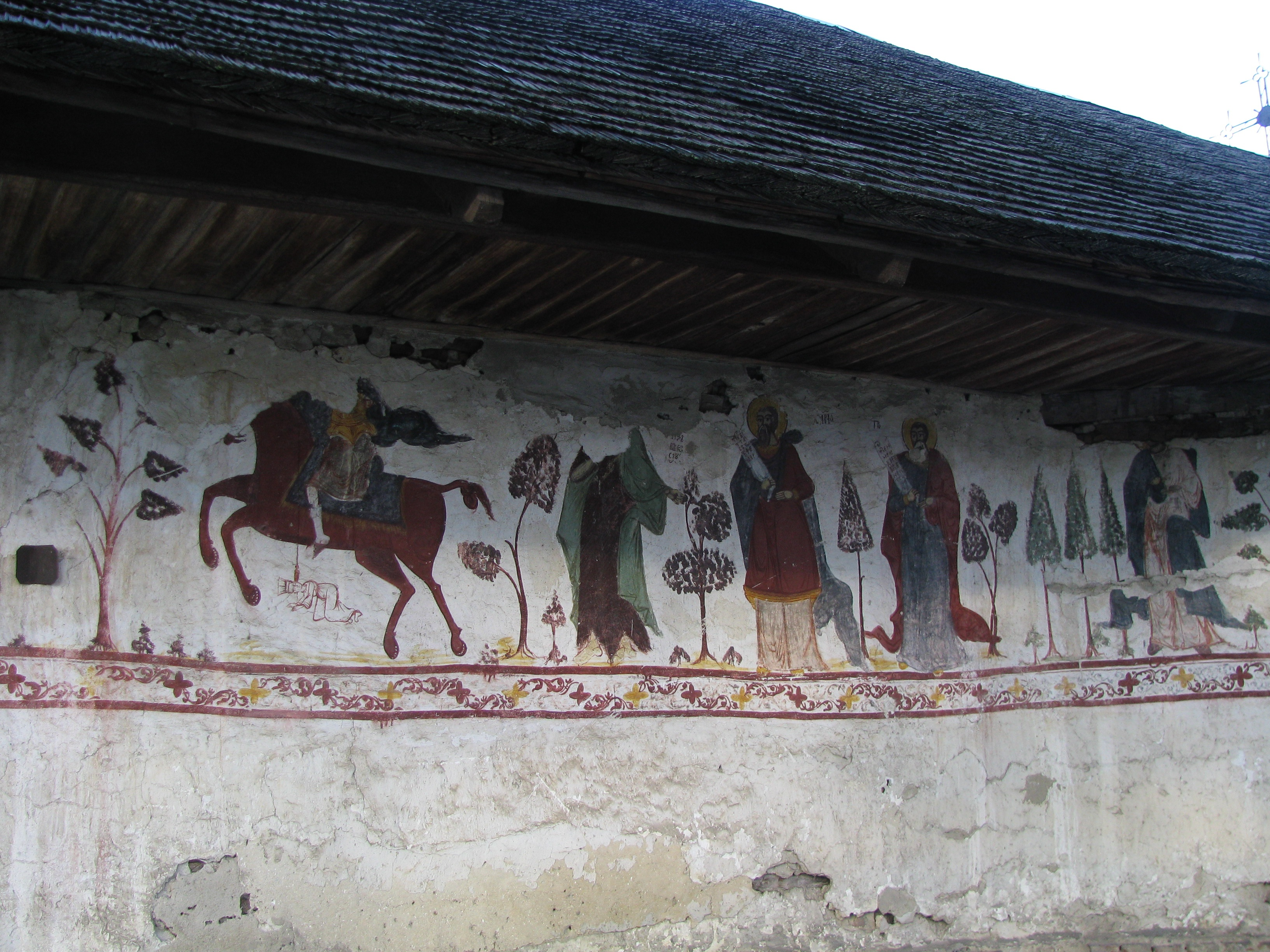
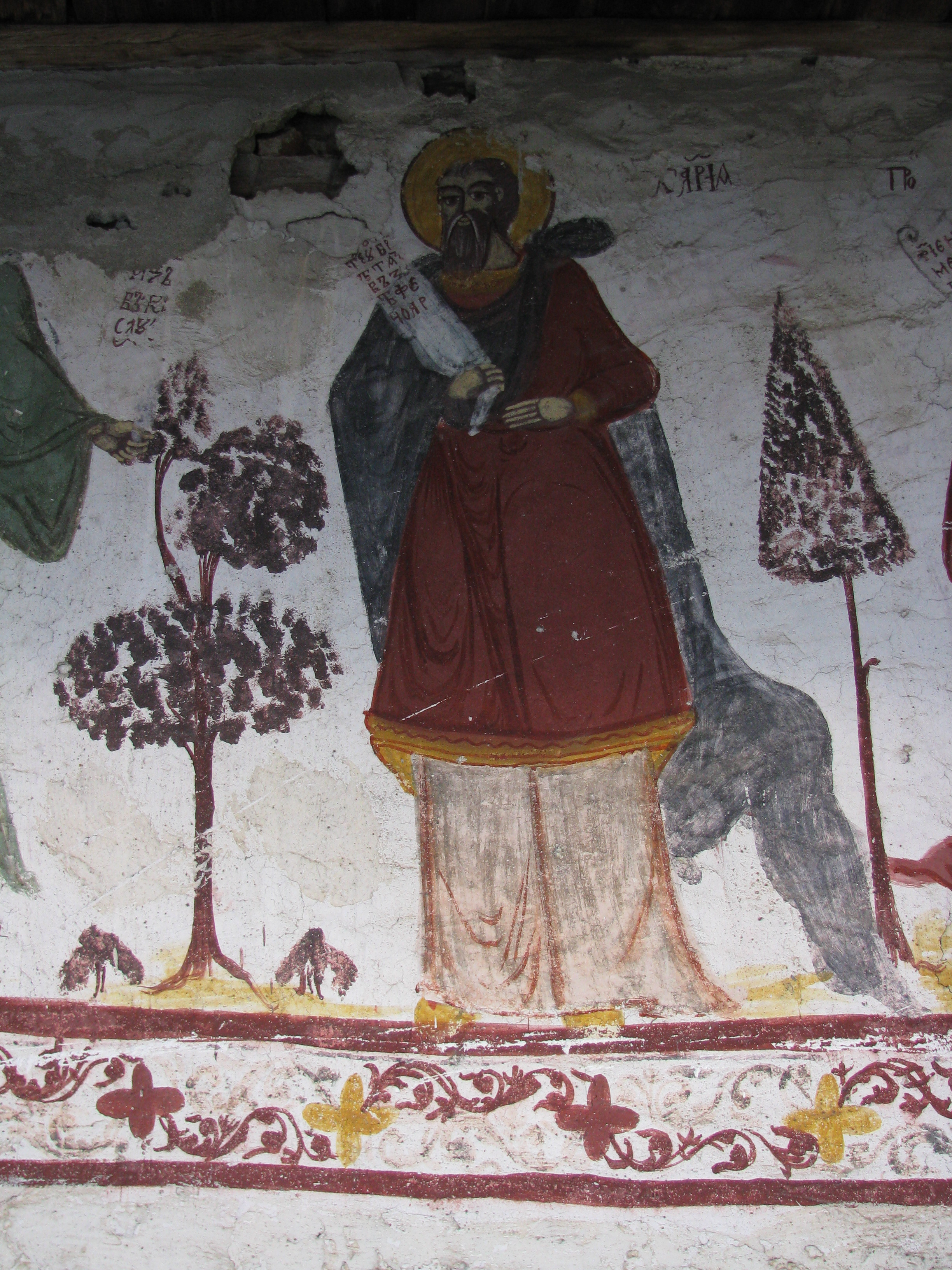
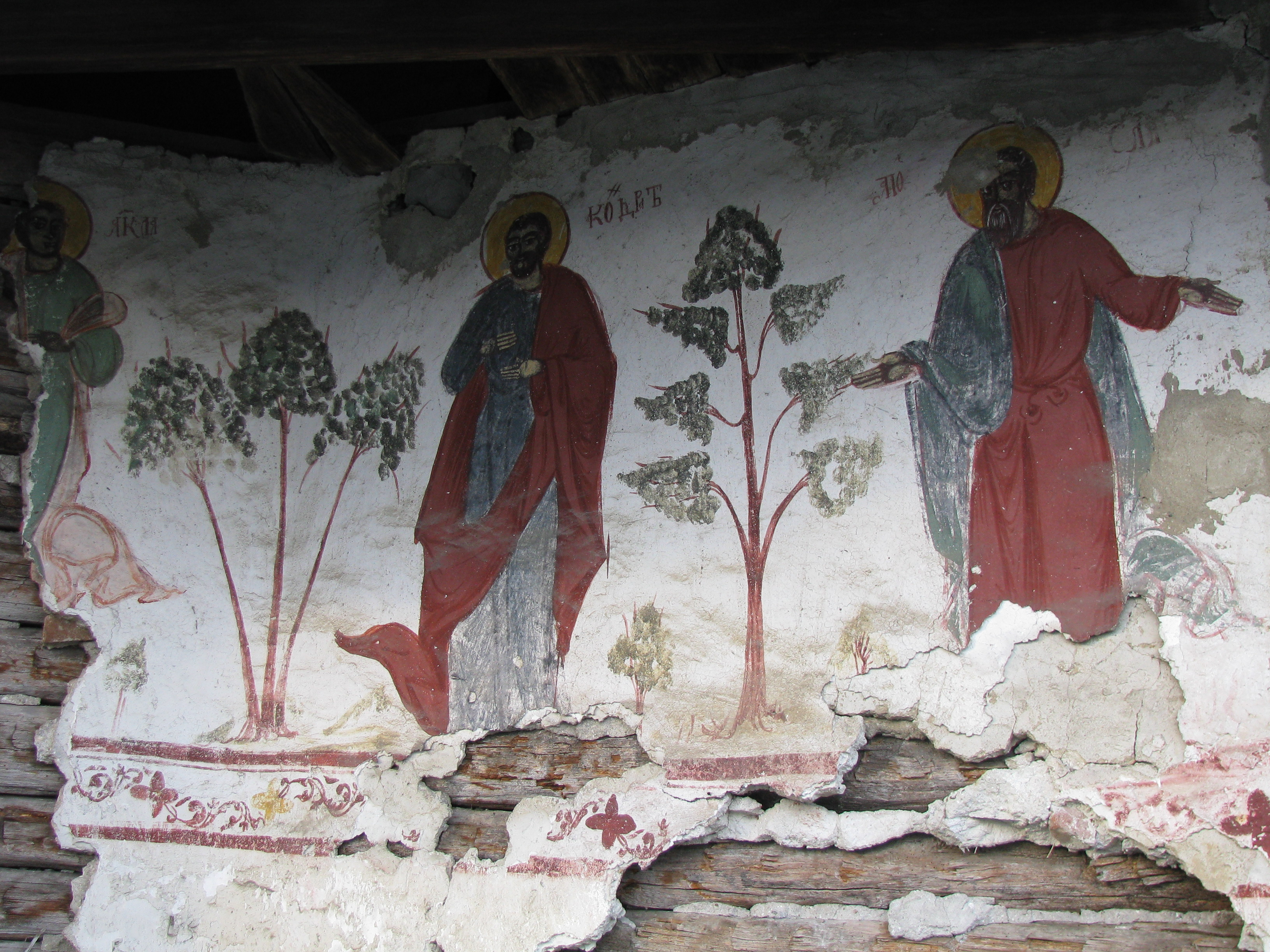
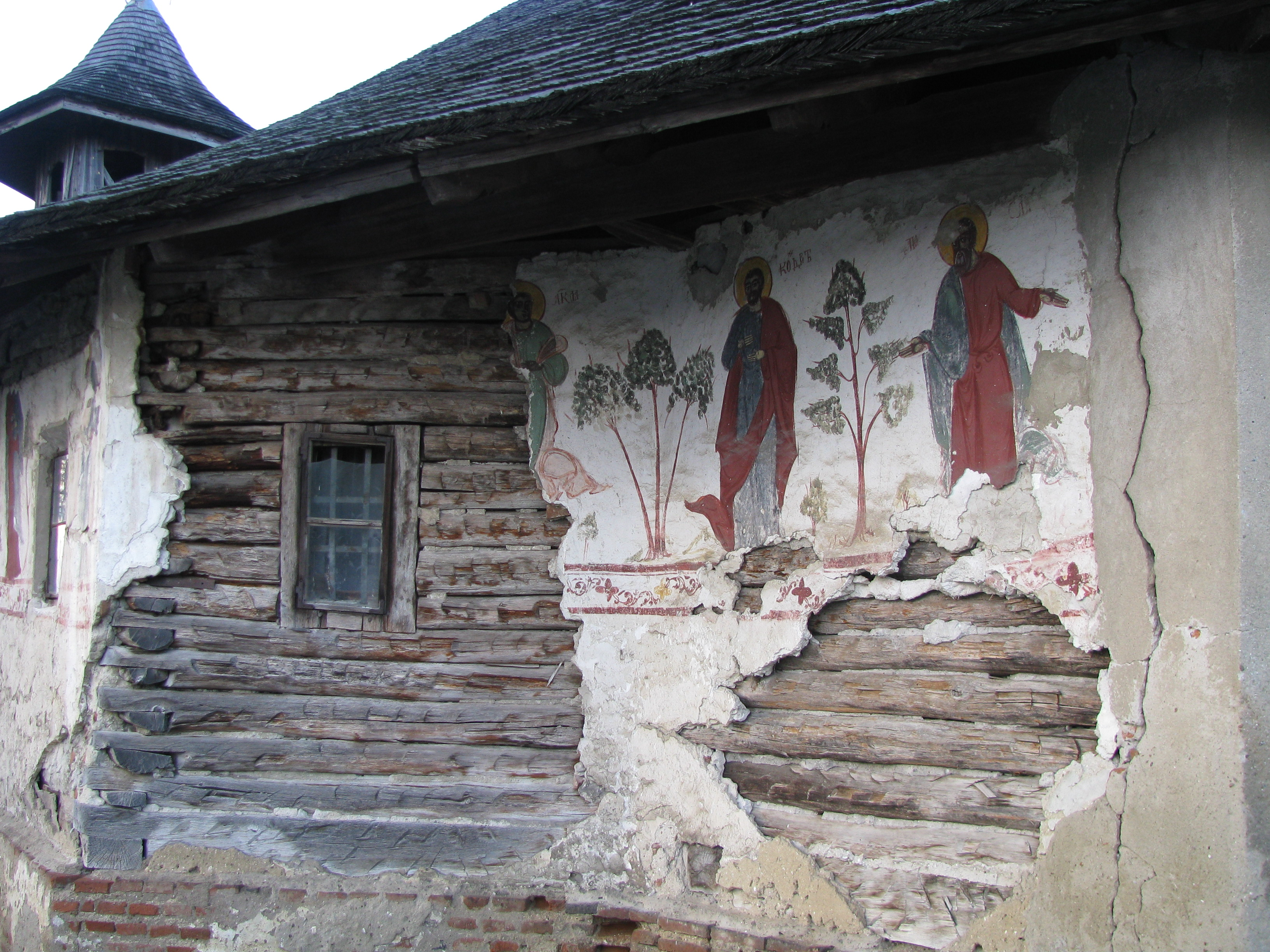
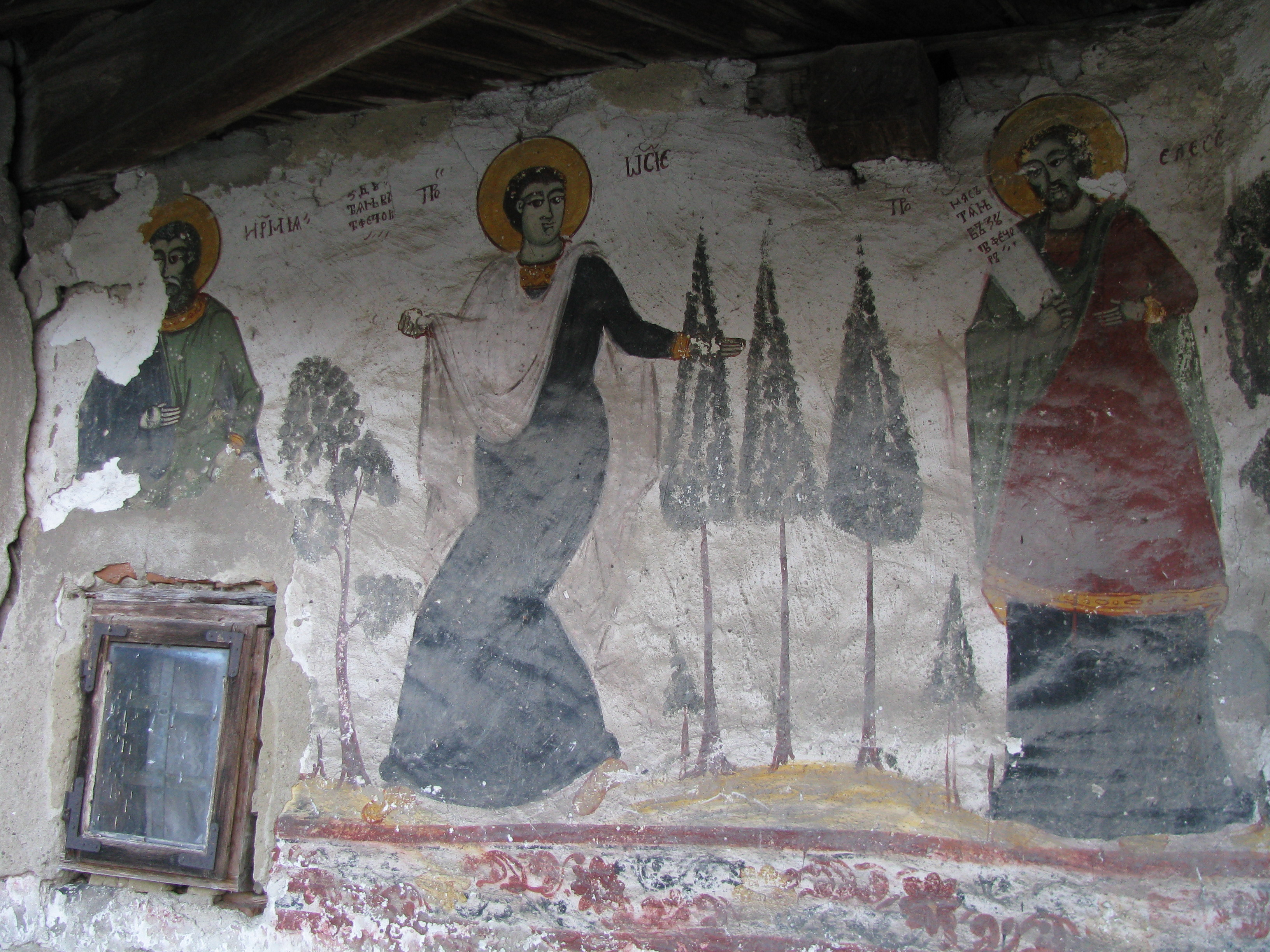
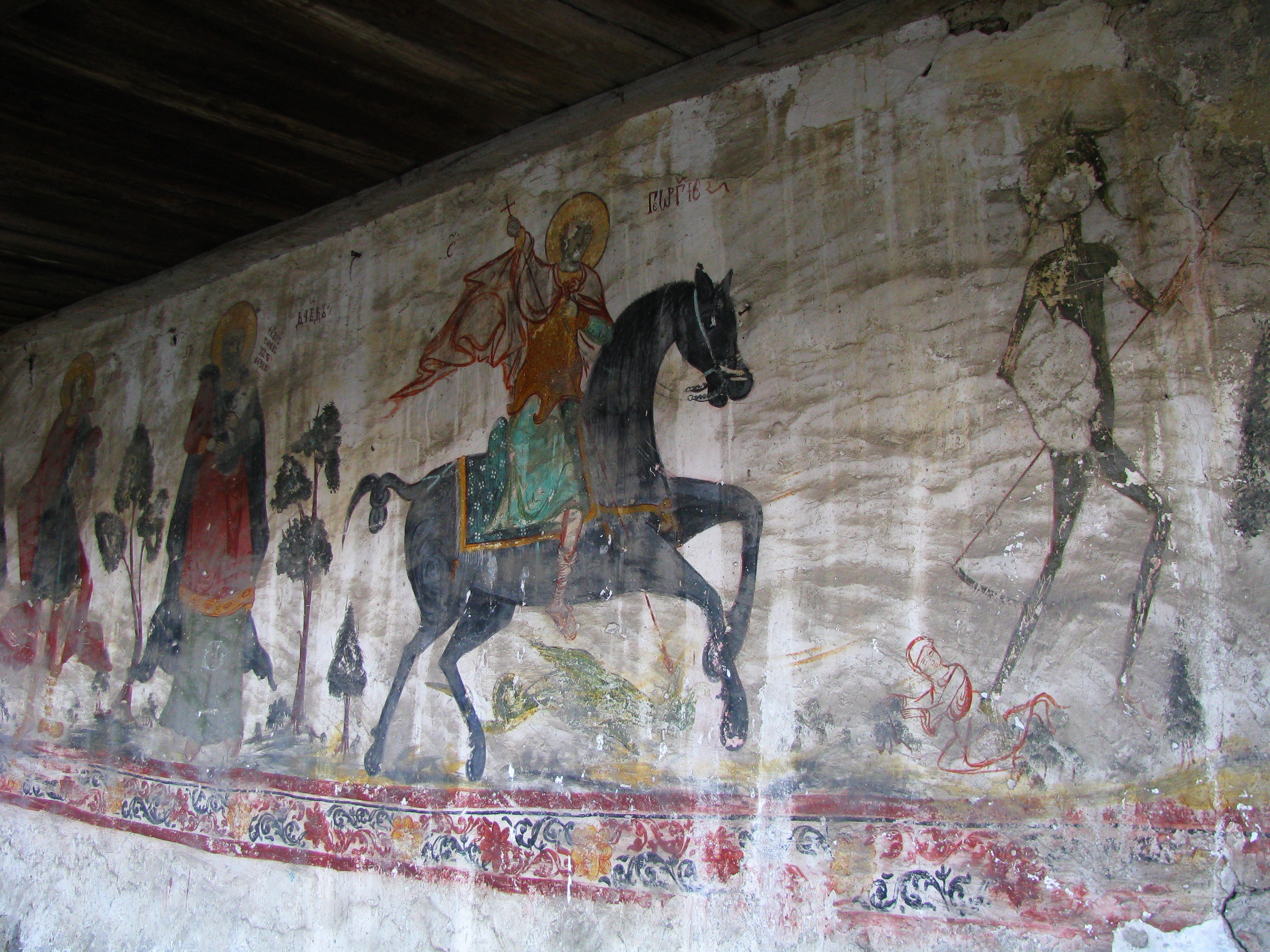
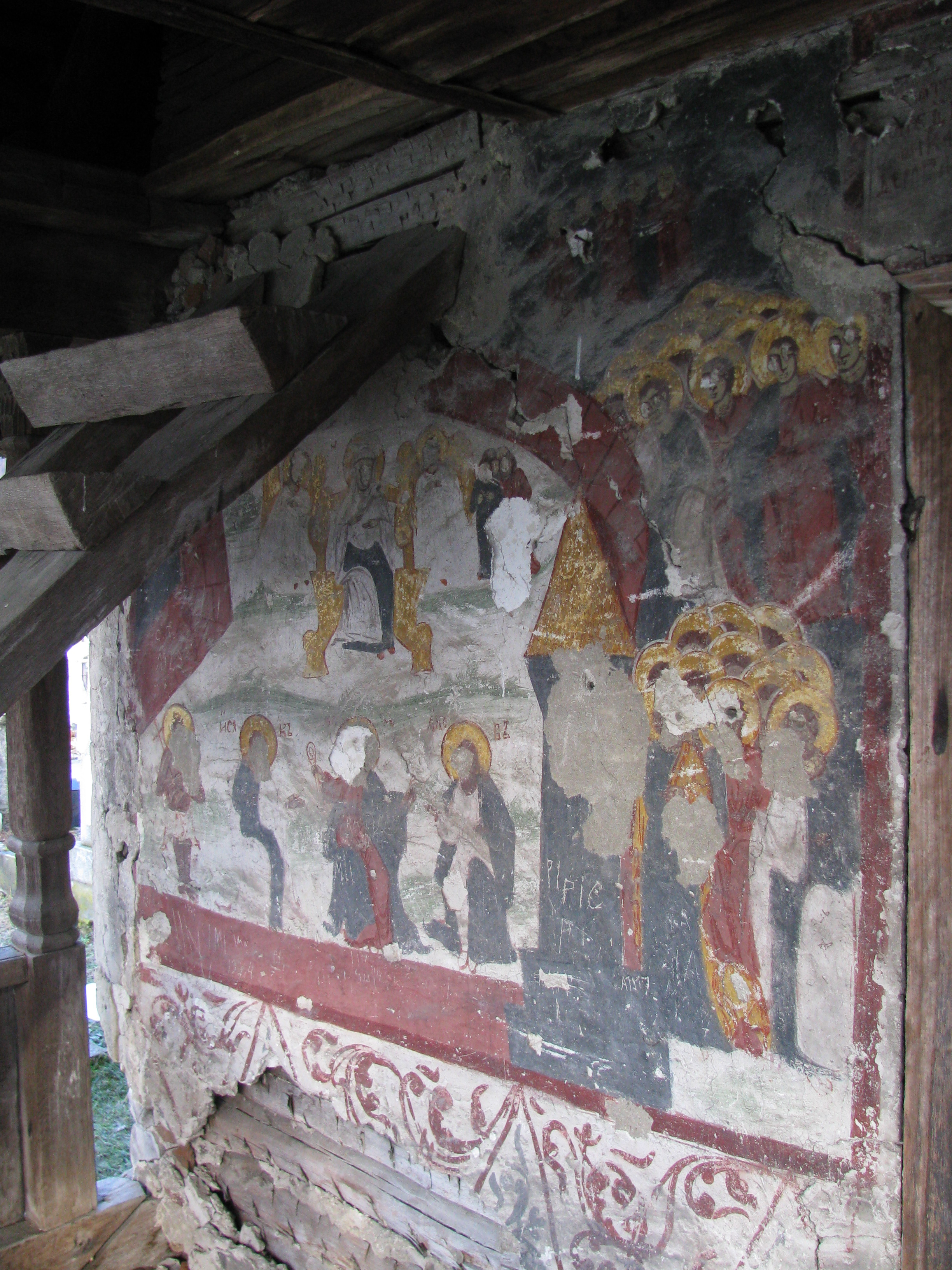
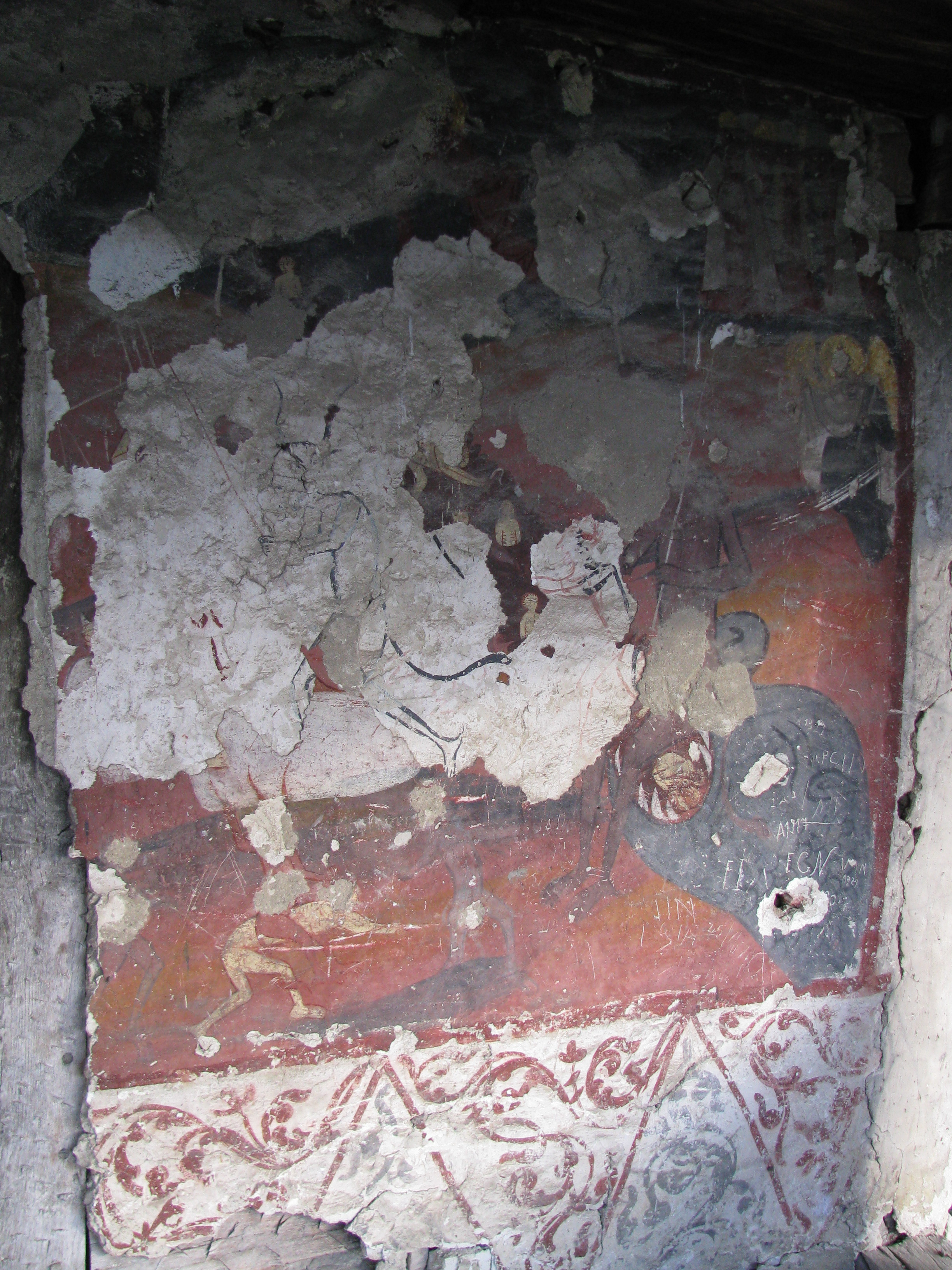
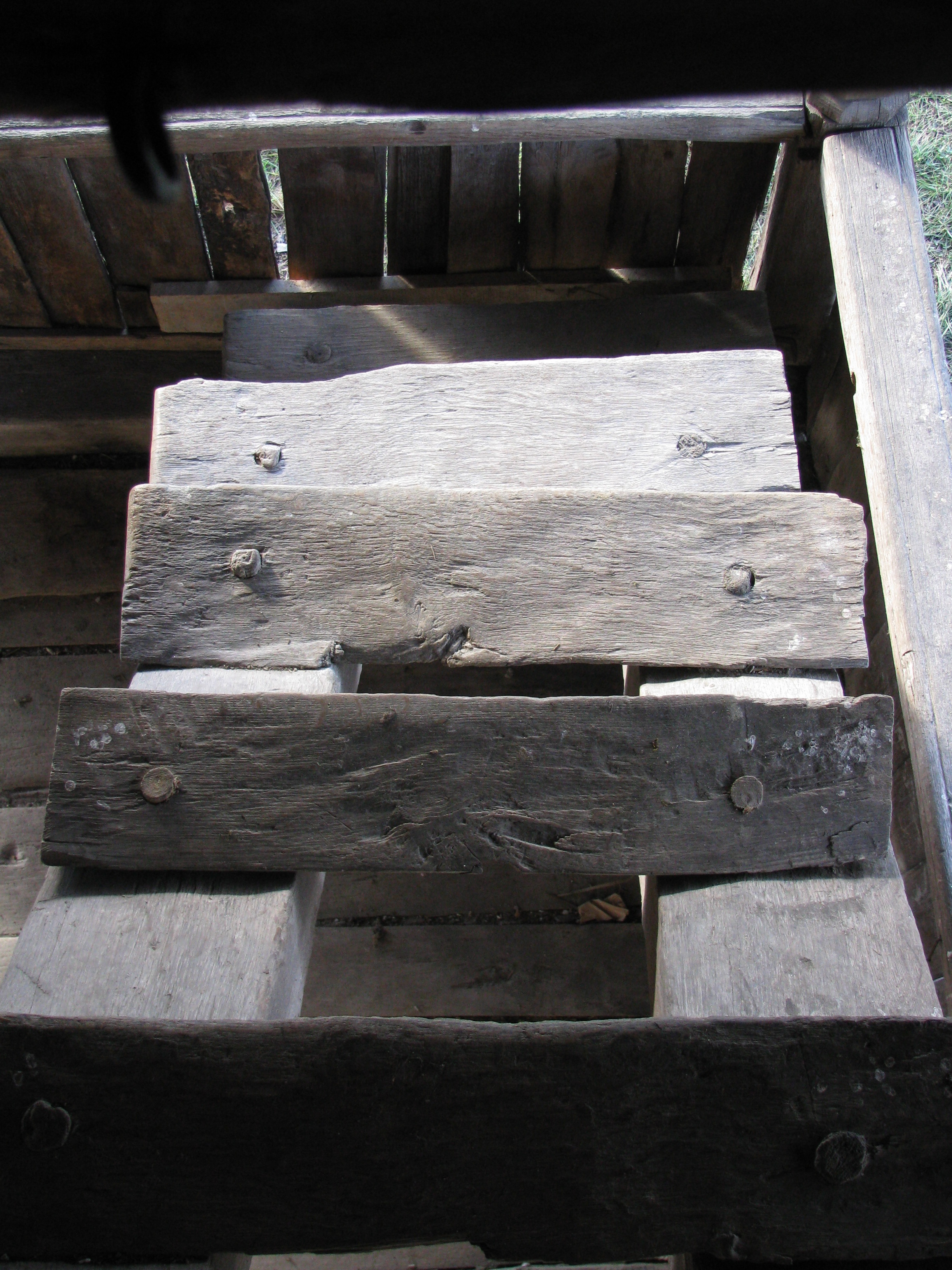